# 松塔格卡爾峰

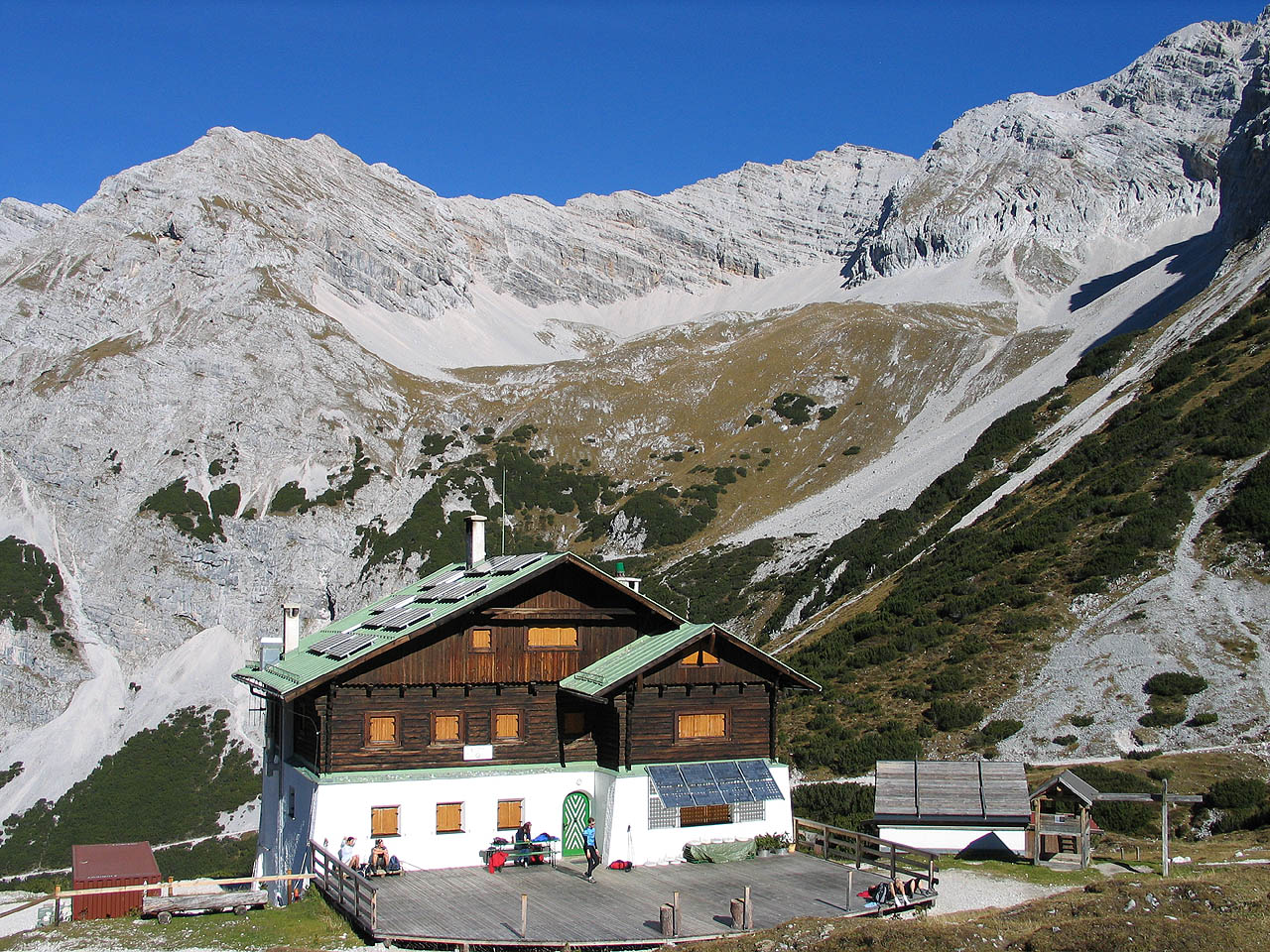

47°20′47″N 11°25′39″E / 47.34639°N 11.42750°E
松塔格卡爾峰（德語：Sonntagkarspitze），是奧地利的山峰，位於該國西部，由蒂羅爾州負責管轄，屬於卡爾文德爾山脈的一部分，距離後巴肖芬峰0.6公里，海拔高度2,575米，人類在1870年首次登頂。